# سه پرنده کوچک
سه پرنده کوچک (به آلمانی: De drei Vügelkens) یکی از افسانه‌های مردم آلمان است که توسط برادران گریم گردآوری شده و به‌عنوان داستان شمارهٔ ۹۶ در مجموعهٔ قصه‌های برادران گریم منتشر شده است. این داستان از نوع ATU 707 در فهرست آرنه-تامپسون-اوتر است که با نام «سه کودک زرین» شناخته می‌شود. ویژگی بارز این گونه، تولد کودکان با ویژگی‌های خارق‌العاده (نشان زرین، ستاره، موهای طلایی)، توطئه برای دور کردن آنان، و جست‌وجوی عناصر جادویی مانند درخت سخنگو، پرندهٔ حقیقت‌گو، و آب زنده‌کننده است.
اصل داستان به زبان آلمانی سفلی نگاشته شده است. داستان شبیه به آنسیلوتو، پادشاه پروینو، اثر جیوانی فرانچسکو استراپارولا، و خواهران حسادت به کادت آنها، داستان هفتصد و پنجاه و ششمین شب از شب‌های عربی است.

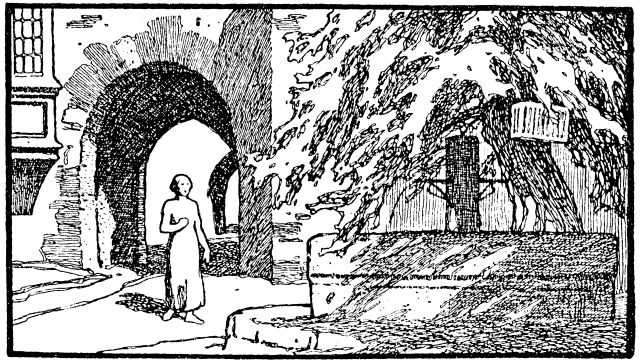
تصویرنگاری ۱۹۰۹

## خلاصه داستان
سه خواهر چوپان در حال نگهداری از گاوها هستند که پادشاه به‌همراه دو وزیر از نزدیکی آن‌ها عبور می‌کند. دختر بزرگ‌تر می‌گوید که با خود پادشاه ازدواج می‌کند یا اصلاً ازدواج نمی‌کند، و خواهران دیگر نیز همین را دربارهٔ وزیران می‌گویند. پادشاه از زیبایی آنان شگفت‌زده می‌شود و تصمیم می‌گیرد با خواهر بزرگ‌تر ازدواج کند، و وزیرانش با دو خواهر دیگر.
مدتی بعد، پادشاه برای سفری طولانی می‌رود و دو خواهر دیگر را برای مراقبت از ملکه تازه‌اش نزد او می‌گذارد. ملکه در غیاب شاه، سه فرزند به دنیا می‌آورد: دو پسر و یک دختر، که پسر بزرگ‌تر نشانی از یک ستارهٔ قرمز بر پیشانی دارد. اما خواهران حسودش نوزادان را به رودخانه می‌اندازند و حیواناتی (مانند سگ یا گربه) را جای آن‌ها قرار می‌دهند و به شاه گزارش می‌دهند که ملکه حیوان به دنیا آورده است.
هربار پس از تولد کودک، پرنده‌ای از آب برمی‌خیزد و ترانه‌ای از حقیقت ماجرا می‌خواند، اما شاه تحت تأثیر دروغ خواهران، سرانجام همسرش را به زندان می‌اندازد.
خوشبختانه یک ماهیگیر، هر سه کودک را از آب نجات می‌دهد و با همسرش که بچه‌ای ندارد، آن‌ها را بزرگ می‌کنند. کودکان در کنار هم رشد می‌کنند، اما زمانی که بزرگ‌تر می‌شوند و یکی از پسرها متوجه می‌شود که اصالتش ناشناخته است، تصمیم می‌گیرد حقیقت را پیدا کند. سپس خواهر و برادر دیگرش نیز به دنبال او می‌روند.
خواهر کوچک‌تر، در حالی‌که ادب و احترام بیشتری نسبت به یک پیرزن ماهیگیر از خود نشان می‌دهد، هدیه‌ای دریافت می‌کند: یک ترکه جادویی و توصیه‌هایی برای عبور از دروازه‌های قصر اسرارآمیز، آوردن پرنده‌ای در قفس، و لیوانی از آب.
در راه بازگشت، او سگ سیاهی را که نگهبان قصر بود با ترکه می‌زند و سگ به شاهزاده‌ای زیبا تبدیل می‌شود. در راه، برادرانش را نیز می‌یابد. همگی نزد ماهیگیر بازمی‌گردند و داستان خود را برای او بازگو می‌کنند.
در ادامه، شاه هنگام شکار پسر دوم را ملاقات می‌کند و او را به خانهٔ ماهیگیر می‌برد. پرندهٔ جادویی داستان واقعی را آواز می‌خواند. شاه همسرش را آزاد می‌کند و خواهران دروغ‌گو را مجازات می‌نماید. دختر پادشاه نیز با شاهزاده‌ای که پیشتر به سگ تبدیل شده بود، ازدواج می‌کند.

## نسخه‌های مشابه در کشورهای دیگر
داستان‌هایی با ساختار و مضمون مشابه در بسیاری از فرهنگ‌ها یافت می‌شوند:
- ایتالیا – در داستان‌هایی چون «شاه انسیلوتو» یا «سیب آوازخوان» (Straparola)، مضمون خواهران حسود و جست‌وجوی اشیای جادویی وجود دارد.
- فرانسه – در افسانهٔ شب ۷۵۶ هزار و یک شب (داستان «دو خواهر حسود») نیز مادر شاه به دروغ، بچه‌ها را با حیوانات جایگزین می‌کند.
- اتریش، مجارستان، اسلواکی، بلغارستان، سوئیس و دانمارک – نسخه‌هایی محلی با عناصر مشترک مانند پرندهٔ سخنگو، درخت آوازخوان، یا آبی که جوانی می‌بخشد دیده می‌شود.
- روایت‌های رایتورومانی – نسخه‌ای از این داستان تحت عنوان «پرنده‌ای که حقیقت را می‌گوید» وجود دارد که در آن بچه‌ها در جعبه‌ای در رودخانه رها شده و توسط آسیابان نجات می‌یابند.

## نمادها و مضامین
- پرندهٔ سخنگو نماد حقیقت و افشاگری است.
- رودخانه نماد انتقال از یک زندگی به زندگی دیگر و آزمون‌های سرنوشت است.
- ترکهٔ جادویی، درخت آوازخوان، و آب زندگی از نمادهای قدرت تحول و شفا هستند.
- عدد سه (سه کودک، سه سفر، سه خواهر) نیز یکی از عناصر نمادین رایج در افسانه‌های کهن است.